# Chet Atkins
Chester Burton "Chet" Atkins (sinh ngày 20 tháng 6 năm 1924 – mất ngày 30 tháng 6 năm 2001), còn được gọi là Ngài Guitar hay Quý ông nhạc đồng quê là nhạc công, nhạc sĩ, ca sĩ, nhà sản xuất âm nhạc người Mỹ. Cùng với Owen Bradley, Bob Ferguson và vài nghệ sĩ khác, Atkins đã tạo nên thể loại nhạc Nashville sound tiêu biểu của dòng nhạc đồng quê, góp phần đưa dòng nhạc này tới với âm nhạc đại chúng. Vốn nổi tiếng là một nghệ sĩ guitar hàng đầu, ông còn chơi một số nhạc cụ khác như mandolin, fiddle, banjo, và ukulele.
Phong cách chơi nhạc của Atkins được ảnh hưởng lớn từ Merle Travis, sau này còn có thêm Django Reinhardt, George Barnes, Les Paul và Jerry Reed. Cách chơi ngón điêu luyện cùng mối quan hệ rộng lớn khiến ông được ngưỡng mộ khắp nơi, không chỉ tại Mỹ mà còn trên toàn thế giới. Ông chủ yếu thu âm cho hãng RCA Victor và tham gia sản xuất cho nhiều nghệ sĩ tên tuổi như The Browns, Hank Snow, Porter Wagoner, Norma Jean, Dolly Parton, Dottie West, Perry Como, Floyd Cramer, Elvis Presley, The Everly Brothers, Eddy Arnold, Don Gibson, Jim Reeves, Jerry Reed, Skeeter Davis, Waylon Jennings,...
Tạp chí Rolling Stone từng viết về Atkins là người "pop hóa Nashville sound và đã cứu vớt nhạc đồng quê khỏi dòng chảy thương mại hóa" cũng như xếp ông ở vị trí số 21 trong danh sách "100 nghệ sĩ guitar vĩ đại nhất". Bên cạnh nhiều danh hiệu lớn nhỏ, Atkins là chủ nhân của 14 giải Grammy cũng như Giải Grammy Thành tựu trọn đời. Ông cũng giành 9 giải Country Music Association cho "Hòa tấu của năm". Atkins cũng được ghi danh tại Đại sảnh Danh vọng Rock and Roll, Đại sảnh Danh vọng và Bảo tàng nhạc đồng quê, và Đại sảnh Danh vọng và Bảo tàng nhạc sĩ.